# Limosina silvatica
Limosina silvatica – gatunek muchówki z rodziny Sphaeroceridae i podrodziny Limosininae.
Gatunek ten opisany został w 1830 roku przez Johanna Wilhelma Meigena jako Borborus silvaticus.
Muchówka o ciele długości od 2,5 do 3 mm. Tułów jej cechuje się nagą tarczką ze szczecinkami tylko wzdłuż tylnego brzegu. Skrzydła mają szczecinki na pierwszym sektorze żyłki kostalnej co najwyżej dwukrotnie dłuższe niż na drugim jej sektorze, przy czym te najbliższe nasady nie są długie. Użyłkowanie odznacza się silnie falistą żyłką radialną R4+5. Środkowa para odnóży ma pierwszy człon stopy pozbawiony długiej szczecinki na spodzie. Tylna para odnóży nie ma przedwierzchołkowych szczecinek po spodniej stronie goleni, natomiast grzbietowa strona jej goleni zaopatrzona jest w sterczące, długie włoski przedwierzchołkowe. Odwłok jest niespłaszczony i niepunktowany, u samca z kępkami zakrzywionych włosków po bokach piątego segmentu, a u samicy z dwoma krótkimi, czarnymi szczecinkami na szczytach przysadek odwłokowych.
Owad znany z prawie wszystkich krajów Europy, w tym z Polski. Ponadto występuje w palearktycznej Azji, Afryce Północnej i Nearktyce.